# Carter Warren
Carter Saint Warren (Paterson, Nueva Jersey; 19 de enero de 1999) más conocido como Carter Warren, es un jugador profesional estadounidense de fútbol americano, se desempeña en la posición de offensive tackle en New York Jets, en la National Football League (NFL).

## Carrera
Hizo su debut profesional con el equipo New York Jets, lleva jugando una temporada, comenzó en el 2023.